# Frères Eddy
 (juin 2011).
Si vous disposez d'ouvrages ou d'articles de référence ou si vous connaissez des sites web de qualité traitant du thème abordé ici, merci de compléter l'article en donnant les références utiles à sa vérifiabilité et en les liant à la section « Notes et références ».
Les frères Eddy (nés au Vermont, États-Unis) sont deux frères, William et Horatio, qui furent renommés dans les années 1870 et qui affirmaient posséder des pouvoirs psychiques. Certaines personnes affirmèrent que leurs ascendance peut être retracée jusqu'au procès des sorcières de Salem. Les frères affirmaient être membres d'une longue lignée de personnes présentant des pouvoirs psychiques. 
Les stratagèmes utilisés par les frères Eddy ont été qualifiés par le chercheur Hereward Carrington (en) d'« absurdement simple ».